# Hoya coriacea

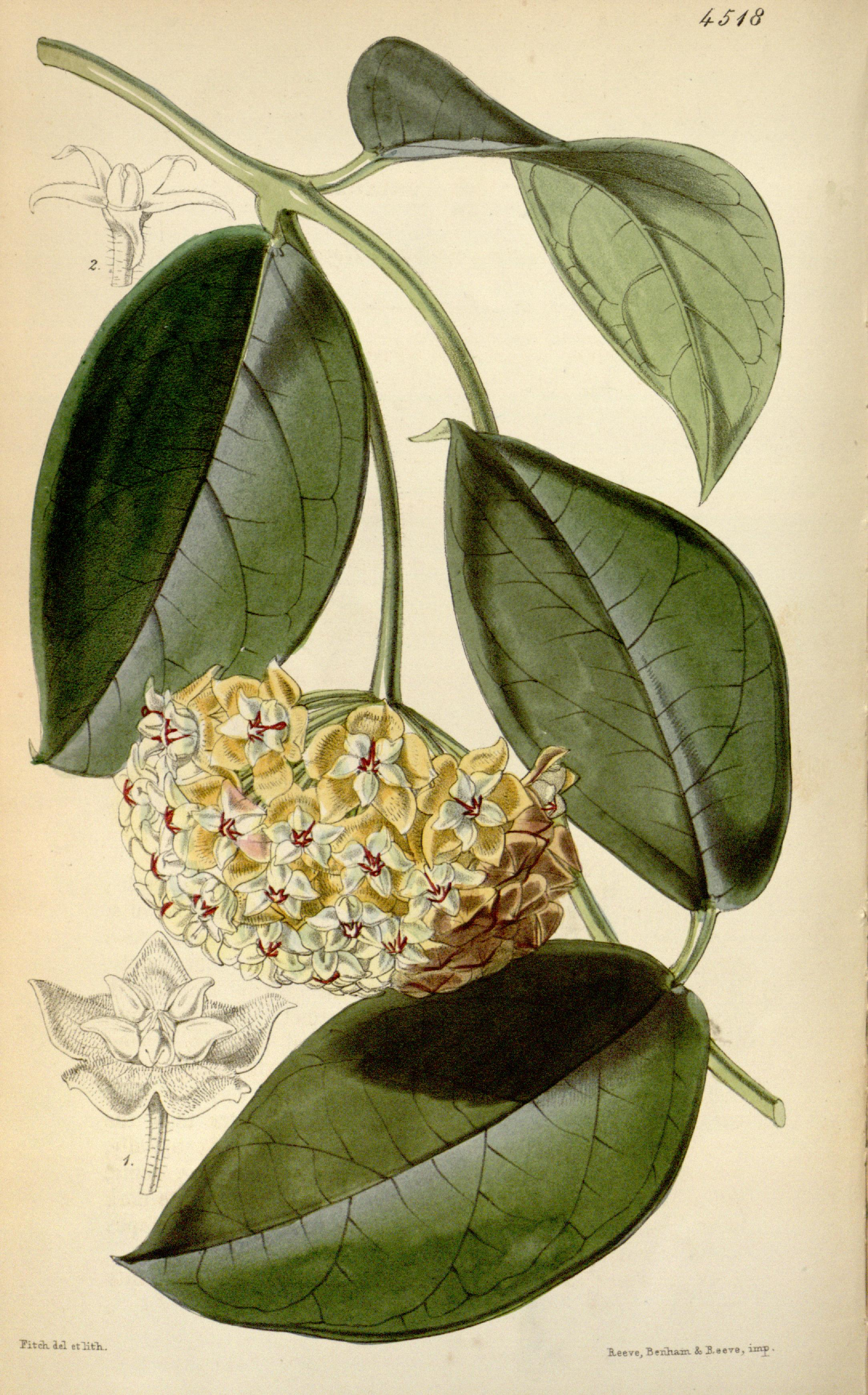
Hoya coriacea Blume, in Curtis’ Botanical Magazine, Bd. 76 (1850), Taf.4518

Hoya coriacea ist eine Pflanzenart der Gattung der Wachsblumen (Hoya) aus der Unterfamilie der Seidenpflanzengewächse (Asclepiadoideae).

## Merkmale
Hoya coriacea ist eine ausdauernde, epiphytisch oder auch terrestrisch wachsende, kletternde Pflanze. Die Triebe haben einen Durchmesser von 2 mm, ältere Triebe sind leicht verholzt. In Abständen sind Haftwurzeln ausgebildet, mit denen die Pflanze sich am Untergrund verankert. Die Blätter sind gestielt, die meist gekrümmten, dicken Blattstiele sind bis 1 bis 3 cm lang und kahl. Die dünnen, ledrigen Blattspreiten sind eiförmig bis eiförmig-länglich oder elliptisch, und 7 bis 15 cm lang und 3 bis 7 cm breit. Sie sind hellgrün mit glänzender, kahler Oberseite, die Unterseite ist etwas heller. Der Apex ist zugespitzt, die Basis ist stumpf zulaufend bis gerundet. Der Apex ist gewöhnlich nach unten gebogen. Die gefiederte Blattnervatur ist gut erkennbar. Die hellere Mittelrippe ist auf der Oberseite leicht rinnig ausgebildet.
Der ballförmige, hängende Blütenstand hat einen Durchmesser von 8 bis 10 cm und enthält bis zu 20 bis 40 Blüten (35 bis 75 Einzelblüten.). Die schlanken Blütenstandsstiele sind 5 bis 10 cm lang, im Querschnitt rund, und etwas flaumig behaart oder auch kahl. Die Blütenstiele sind  2,7 bis 3,6 cm lang und etwas flaumig behaart. Die Kelchblätter sind außen flaumig behaart, innen kahl. Sie messen 4,5 mm in der Länge. Die hellgelben bis cremefarbenen Blüten haben einen Durchmesser von 1,5 bis 2,5 cm. Die eiförmigen Kronblattzipfel sind zurück gebogen und innen dicht behaart, lediglich die Apices der Zipfel sind kahl. Außen sind sie mit feinen Papillen besetzt. Sie sind und am Apex zugespitzt. Die weißliche Nebenkrone ist sternförmig ausgebreitet, die Mitte ist dunkelbraun bis purpurfarben. Die Zipfel sind eiförmig zugespitzt. Die Oberseite ist gekielt, die Unterseite weist eine tiefe Längsrinne auf. Die Pollinia länglich mit einem durchsichtigen äußeren Rand. Das Corpusculum ist keilförmig. Oberhalb der Mitte des Corpusculum setzen die länglichen, kurzen Caudiculae an. Die Blüten verströmen einen süßlichen Pfirsichduft.
Die Balgfrucht ist spindelförmig mit warziger Oberfläche und 10 bis 13 cm lang.

## Geographische Verbreitung und Habitat
Das Verbreitungsgebiet der Art reicht von Thailand, Malaysia bis Indonesien (Borneo, Sumatra, Java, Sulawesi) und den Philippinen. Die Art kommt von der Mangrove bis in das Hügelland vor.

## Taxonomie
Das Taxon Hoya coriacea wurde 1827 von  Carl Ludwig Blume aufgestellt. Die Datenbank Plants of the World online akzeptiert Hoya coriacea als gültiges Taxon. Derzeit werden zwei Unterarten unterschieden:
- Hoya coriacea subsp. coriacea
- Hoya coriacea subsp. philippinensis Kloppenb., Siar & Ferreras (2013)[5]

Ein jüngeres Synonym von Hoya coriacea subsp. coriacea ist Hoya angustisepala Schltr. ex C.M.Burton (1987). Hoya coriacea Lindl. (1839) ist ein Synonym von Hoya multiflora Blume (1823). Hoya coriacea Zoll. ex Miq. (1857) ist ein Synonym von Hoya diversifolia Blume (1827).